# 换衣纸娃娃

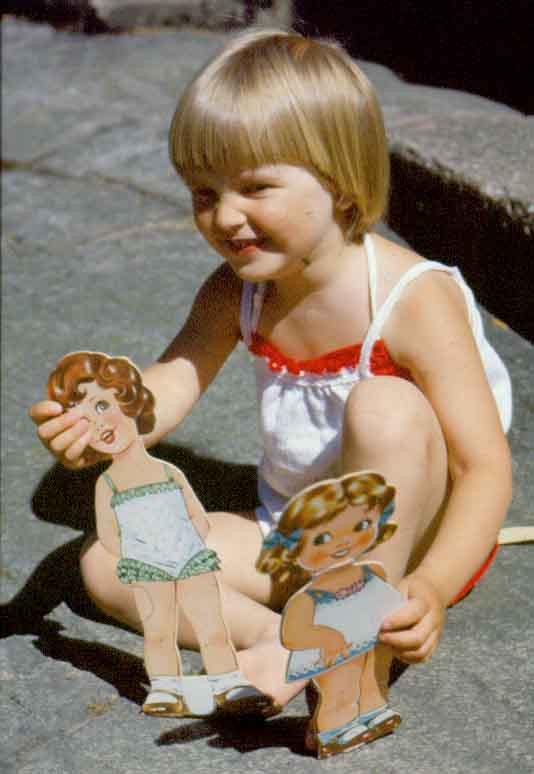
一个女孩正在玩紙娃娃

紙娃娃，又称纸公仔、换衣纸娃娃或换衣纸公仔，是一种切成纸或薄卡的娃娃、配合不同纸制的衣服，衣服通常是折疊后扣在娃娃上。紙娃娃可能是一個人，動物或無生命的物体。两百年来，纸娃娃是一种廉价的儿童玩具。今天，许多艺术家把紙娃娃作为一种艺术形式。
纸娃娃也会被用于廣告，或出现在杂志或報紙，也涵盖了各种各样的主题和时间。 因为纸娃娃有限的寿命，复古纸娃娃是一种非常受欢迎收藏品。现在仍有工厂生产纸玩偶。
一些模仿纸娃的玩具，如芙拉特希娃娃，但这些仅仅是仿制品，而不是紙娃娃的原型。
在香港，社會发展初期大多数家庭并不富裕，孩子经常以紙作樂，戰後時期紙卡受到很大的歡迎。当时还没有洋娃娃，便会自制纸娃娃。

## 历史

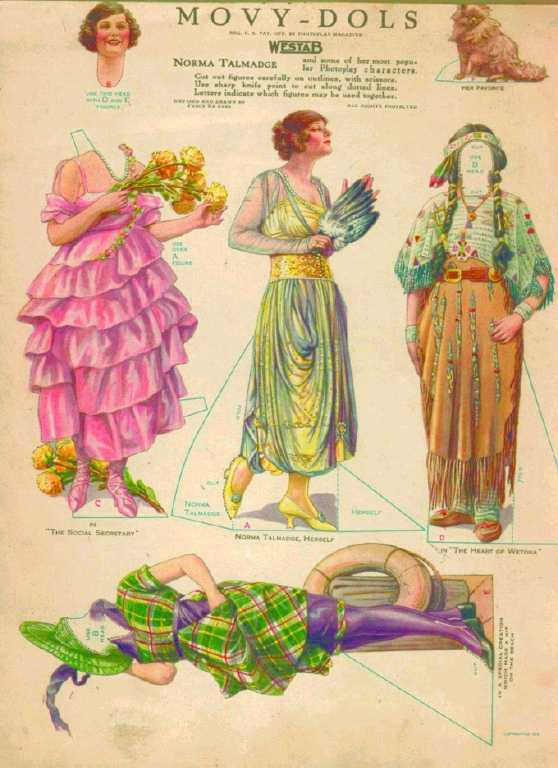
1919年的杂志插图的女演员 泰尔马奇诺玛 和她的一些电影服装纸张形式的娃娃

纸娃娃在数百年甚至数千年前已经存在。 它們在幾個世紀前的亞洲文明中的宗教儀式和典礼中被使用。日本人用紙摺出纸娃娃可以追溯到公元800年，他們把紙折疊成和服的形狀。石器時代峇里人將紙和皮革製成木偶。世界各地的其他文明都有纸娃娃。與現今不同的只差在衣服的有無。
18世纪中期，欧洲法国出现了第一个纸娃娃。這些與當代西方紙娃娃更相似。有些博物館可以找到追溯到17世紀80年代末期的罕見的手繪纸娃娃。
1800年初，美國最大的紙娃娃生產商麥克勞林兄弟创立。1920年卖给了米尔顿·布拉德利。 后来，紙娃娃在美國變得流行，然後在接下來的幾十年中越來越受歡迎。

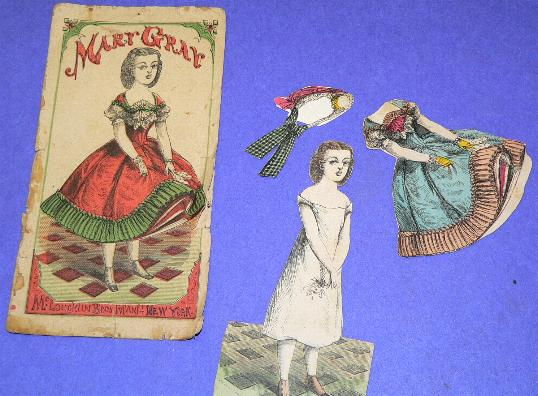
紙娃娃的衣服

由於紙張老化問題，手繪的紙娃娃越來越少見，已成為珍贵的收藏品，未切割的手繪紙娃娃價格可达100美元到500美元之間。
紙娃娃大會每年在美國舉行，有數百名與會者。最近一次大會在2016年夏天在亞利桑那州鳳凰城舉行。
在台灣民間傳說，鬼月七月半，紙娃娃會變成鬼在夜裡殺人。因此，該月份將近時，小孩會丟棄紙娃娃或壓在重物下。

## 参看
- 跳躍傑克
- 瑪格麗特·海斯 (1874-1925)-美国最着名的女纸玩偶制造商
- 格雷斯·德雷頓 (1877-1936)-第二名最著名的女性美國紙娃娃製造商，瑪格麗特的姐妹和湯姆·蒂爾尼的學徒
- 汤姆·特尼 (1928-2014) 被誉为紙娃娃之"国王"的艺术家
- 時尚娃娃
- 装扮